# 31 août 1923
Le vendredi 31 août 1923 est le 243e jour de l'année 1923.

## Naissances
- David Lowell Rich (mort le 21 octobre 2001), cinéaste
- Ed Grady (mort le 10 décembre 2012), acteur américain
- Edward Wilson Merrill, ingénieur américain
- Jacques-Raymond Tremblay (mort le 2 août 2012), personnalité politique canadienne
- Jiří Hudec (mort le 28 juillet 1996), compositeur, chef d'orchestre, arrangeur et organiste tchèque
- Víctor Merenda (mort le 17 janvier 1968), acteur, réalisateur et scénariste français

## Décès
- Ernest Van Dyck (né le 2 avril 1861), artiste lyrique
- Ramón Unzaga (né le 18 juillet 1892), joueur de football chilien

## Événements
- Création de la municipalité brésilienne Bom Jesus da Lapa
- Création de la gare de Tazawako
- Le Ruanda et le Burundi, anciennes colonies Allemandes, sont confiés à la Belgique par la SDN sous le nom de Ruanda-Urundi.